# Nytorv (Aalborg)
 For alternative betydninger, se Nytorv (flertydig). (Se også artikler, som begynder med Nytorv)
Nytorv er en gade i Aalborg. Nytorv blev oprindeligt anlagt som en tragtformet plads mellem Østerågade og Slotsgade i 1604. Krydset Nytorv / Østerågade i Nytorvs vestlige ende har et torvelignende udseende og regnes af mange for Aalborgs mest centrale sted. 
I vest krydser Nytorv Østerågade og mod øst ender Nytorv i Østerbro. Nytorv er præget af en række butikker og erhverv. Fra vest mod øst ligger bl.a. Spar Nord, Jyske Bank, Salling, Føtex, Fona, Imerco, shoppingcentret Friis og Medborgerhuset med Hovedbiblioteket.
En stor del af Aalborgs bybusser stopper desuden på Nytorv.